# Флоріан Келлер
Флоріан Келлер  (нім. Florian Keller, 3 жовтня 1981) — німецький хокеїст на траві, олімпійський чемпіон.

## Виступи на Олімпіадах
| Олімпіада  | Дисципліна     | Місце |
| ---------- | -------------- | ----- |
| Пекін 2008 | хокей на траві | 1     |

## Олімпійські сімейні стосунки
- Брат Наташі Келлер
- Зведений брат Андреаса Келлера
- Син Карстена Келлера
- Онук Ервіна Келлера
- Чоловік Навіни Оміладе
- Зять Луїзи Вальтер